# Simandoa conserfariam
Simandoa conserfariam är en kackerlacksart som beskrevs av Roth, L. M. och Naskrecki 2004. Simandoa conserfariam ingår i släktet Simandoa och familjen jättekackerlackor.
Artens utbredningsområde är Guinea. Inga underarter finns listade i Catalogue of Life.